# Pacific Coast Championships 1993
Il Pacific Coast Championships 1993 è stato un torneo di tennis giocato sul cemento indoor. È stata la 104ª edizione del Pacific Coast Championships, che fa parte della categoria World Series nell'ambito dell'ATP Tour 1993. Si è giocato a San Francisco negli Stati Uniti, dall'1 al 7 febbraio 1993.

## Campioni

### Singolare
Andre Agassi ha battuto in finale  Brad Gilbert con il punteggio di 6–2, 6(4)–7, 6–2

### Doppio
Scott Davis /  Jacco Eltingh hanno battuto in finale  Patrick McEnroe /  Jonathan Stark con il punteggio di 6–1, 4–6, 7–5